# Ram It Down
Ram It Down – jedenasty album zespołu Judas Priest. Został wydany 17 maja 1988 roku nakładem wytwórni Columbia Records. 

## Lista utworów
1. "Ram It Down" - 4:48
2. "Heavy Metal" - 5:58
3. "Love Zone" - 3:58
4. "Come And Get It" - 4:07
5. "Hard As Iron" - 4:09
6. "Blood Red Skies" - 7:50
7. "I'm A Rocker" - 3:58
8. "Johnny B. Goode" - 4:39
9. "Love You To Death" - 4:36
10. "Monsters Of Rock" - 5:30

## Twórcy
- Rob Halford - wokal
- K.K. Downing - gitara
- Glenn Tipton - gitara
- Ian Hill - gitara basowa
- Dave Holland - perkusja